# Hynčík Bírka z Násile
Hynčík Bírka z Násile též Hynek († 1502/3) byl zemský hejtman Krnovského knížectví z rodu Bírků z Násile.
Byl synem českého komořího a opavského zemského hejtmana Bernarda Bírky a pánem na Heralticích  a Vikštejně.